# Motosu, Gifu
Motosu (本巣市 Motosu-shi) là một thành phố thuộc tỉnh Gifu, Nhật Bản.